# خورش ماهی
خورش ماهی یک نام عمومی برای خورش با پایه یا مواد تشکیل دهنده ماهی یا غذاهای دریایی است. همچنین به ندرت برای اشاره به حوضچه‌های خورش استفاده می‌شود.

## فهرست انواع خورش ماهی

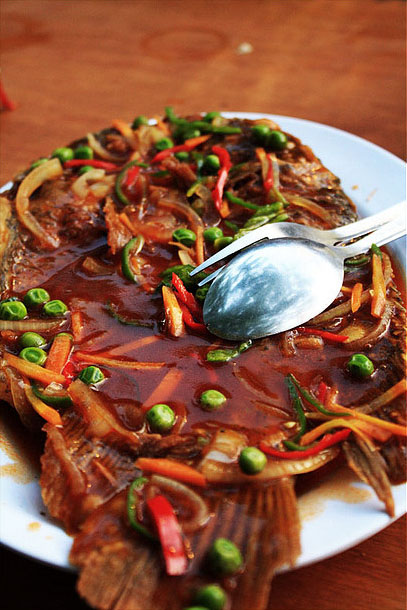
آسام پداس

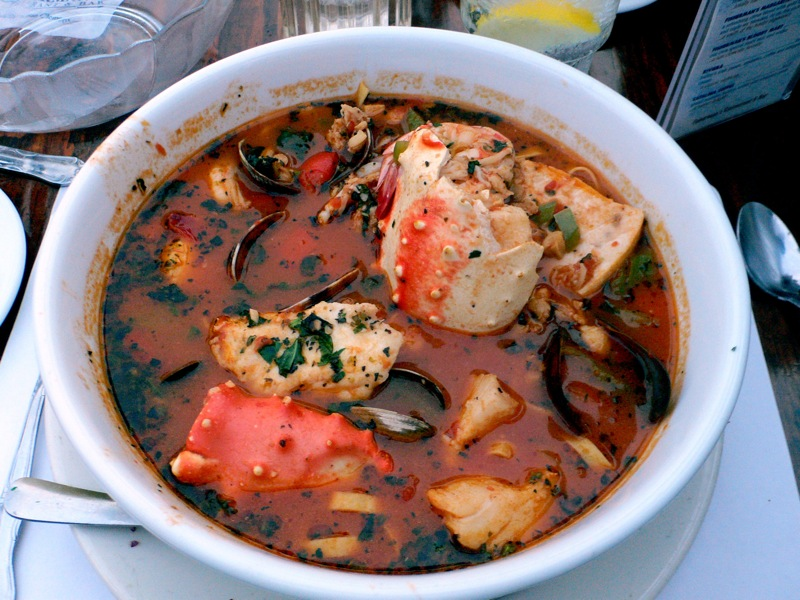
سیوپینو

انواع خورش ماهی از سراسر جهان عبارتند از:
- آسام پداس (اندونزیایی) و (مالزیایی)
- Bouillabaisse (خورش ماهی پرووانسالی که منشأ آن از مارسی، فرانسه است)
- بورید (خورش ماهی دیگری از پروونس)
- Brudet (ایتالیایی، از دریای آدریاتیک)
- بوریدا (ایتالیایی، از لیگوریا)
- Cacciucco (ایتالیایی، از لیورنو)
- Caldeirada (پرتغالی)
- خورش کالدو د ماریسکو (مکزیکی) که به مادیان کالدو دی سیته نیز معروف است.
- چپا پولوس (خورش ماهی هندی جنوبی بر پایه تمر هندی از آندرا پرادش)
- Cioppino (نسخه سانفرانسیسکوی خورش ماهی ایتالیایی)
- کوتریاد (از بریتنی)
- کاری کله ماهی
- غالیه ماهی (فارسی)
- همول جونگول (کره ای)
- هالاسله (سوپ ماهی رودخانه ای بر پایه پاپریکا مجارستانی)
- کوکوتکساس (یک خورش ماهی سنتی باسکی)
- Maeuntang (سوپ تند کره ای)
- Moqueca (خورش سنتی برزیلی)
- Riblji paprikaš (خورش ماهی تند کرواتی از اسلاونیا)
- Saengseon jjigae (کره ای، شبیه به jeongol)
- شویی ژو یو (چینی سیچوان)
- Suquet de Peix (خورش والنسیا، شبیه به bouillabaisse)
- گلدان تن ماهی
- اوخا، سوپ ماهی روسی

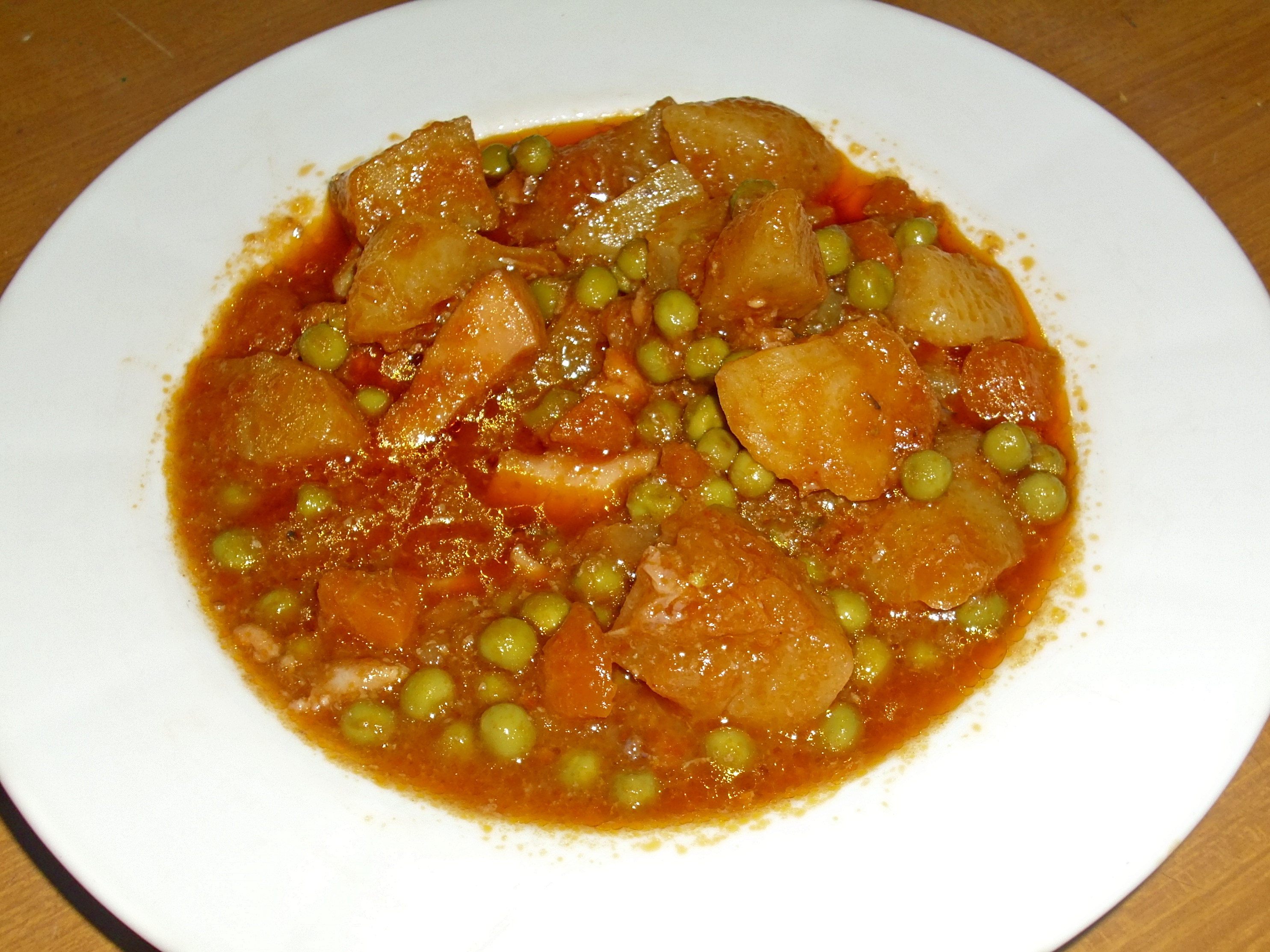
بوریدا
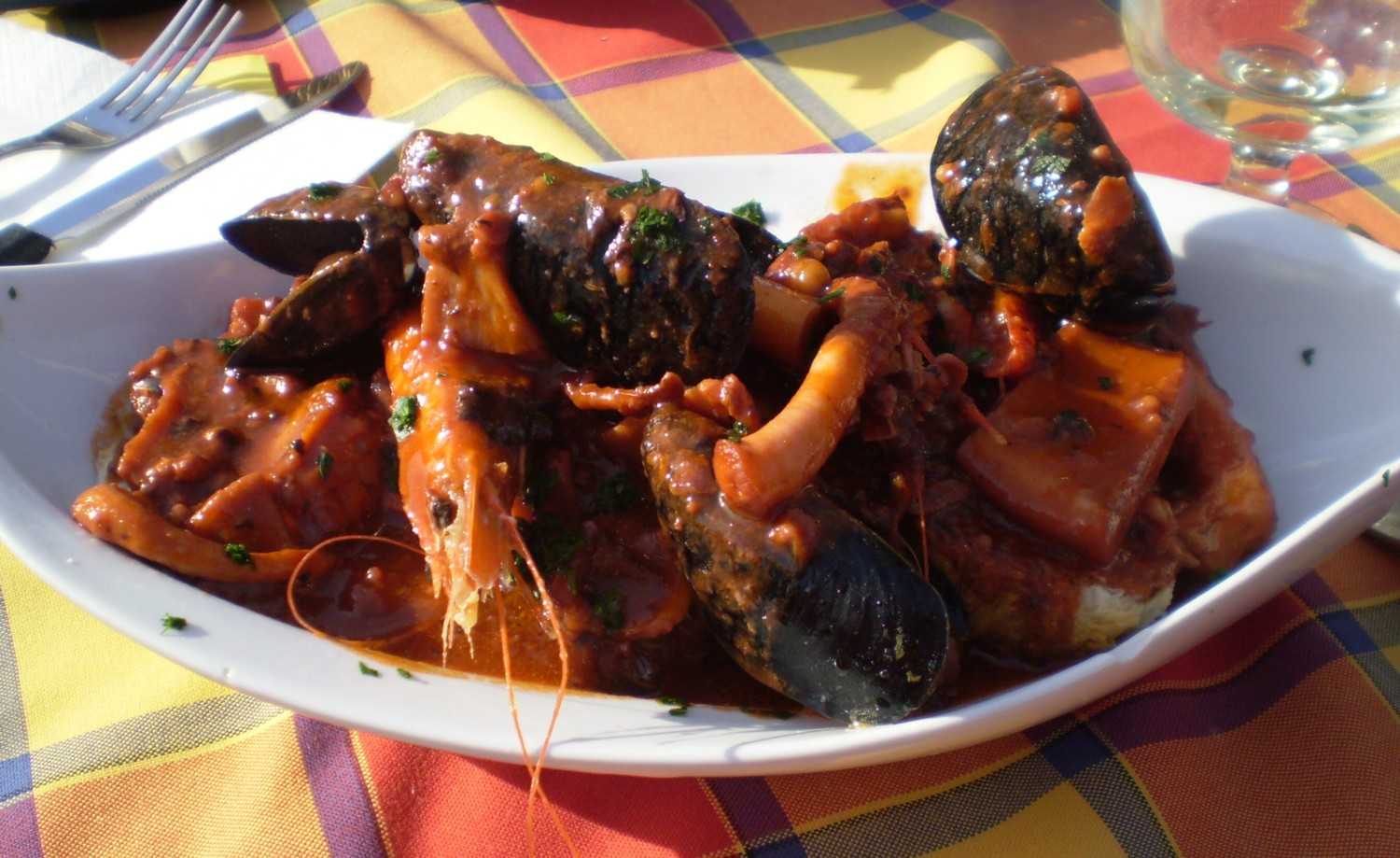
کاکوکو
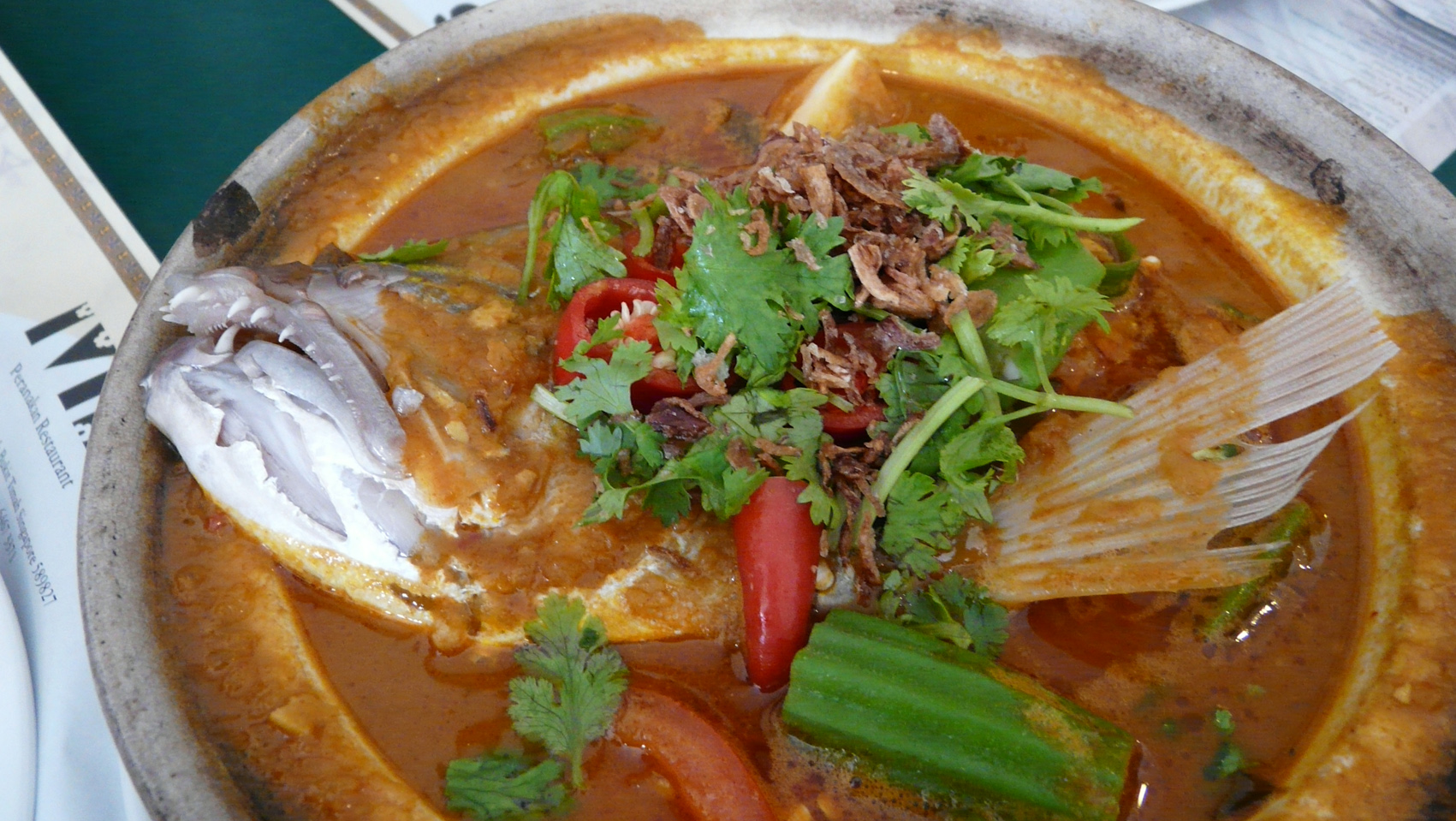
ماهی سر کاری peranakan در سنگاپور
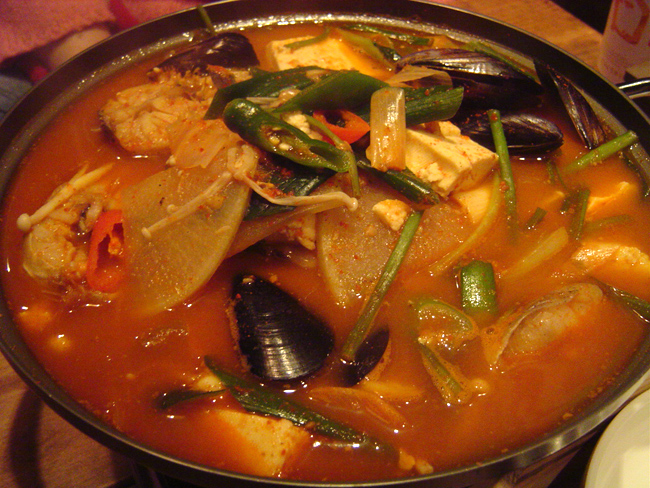
دونگتای داغ – خورش پولاک کره ای